# Axel Prior
Peter Axel Prior (født 23. april 1843 i Stege, død 16. oktober 1898 i Helsingør) var en dansk grosserer.
Han var søn af skibsreder H.P. Prior og Anna Regine Elisabeth, født Schmith, og bror til billedhuggeren Lauritz Prior. Efter et treårigt ophold i England og Skotland begyndte han i faderens rederi, hvor han arbejdede i nogle år. 
Den 1. maj 1868 startede han sammen med faderens fuldmægtig, W. Thorsen, firmaet Prior & Thorsen, for handel med kolonialvarer, men også med bygningsartikler som skifer, fliser, vinduesglas og lignende.
I 1883 blev virksomheden delt. Thorsen beholdt kolonialvarerne og Prior fortsatte med bygningsmaterialerne under eget navn. Firmaet begyndte også at handle med asfalt og mosaik. I 1895 udskiltes asfaltforretningen under navnet Prior & Guldmann, og i 1896 købte de cementfabriken Cimbria nord for Assens.
Den 1. januar 1898 blev firmaets mangeårige prokurist Allan Petersen medejer. Efter Axel Priors død blev firmaet, den 1. januar 1899, omdannet til et aktieselskab, med Allan Petersen som direktør. Asfaltforretningen overtogs af Hans Guldmann efter Priors død.
Axel Prior var handelskyndig medlem af Sø- og Handelsretten fra 1895 til 1898, men deltog ellers ikke i det offentlige liv. Han er portrætteret på P.S. Krøyers gruppebillede Fra Københavns Børs.
Axel Prior var gift med Hannah Renton.